# Fever (Bullet-for-My-Valentine-Album)
Fever (dt. „Fieber“) ist das dritte Studioalbum der walisischen Metal-Band Bullet for My Valentine. Es wurde am 23. April 2010 veröffentlicht.

## Entstehung
Beim Songwriting zum Album wollte die Band, dass die Musik simpler wird. Die Musiker waren der Auffassung, dass sie ihr technisches und musikalisches Können nicht mehr unter Beweis stellen müssten. Im April 2009 begannen die Aufnahmen zum Album, produziert wurde es von Don Gilmore, der bereits für Linkin Park und Lacuna Coil gearbeitet hatte.
Die Aufnahmen der Schlagzeug- und Gesangs-Spuren fanden über einen Zeitraum von fünf Wochen im The Document Room in Malibu, Kalifornien, statt, der Rest des Albums wurde in verschiedenen Studios in Wales, hauptsächlich im Monnow Valley Studio in Monmouth, fertiggestellt. Mit einer Unterbrechung für eine Tournee dauerten die Aufnahmen rund acht Monate bis Dezember 2009.

## Titelliste
1. Your Betrayal – 4:52
2. Fever – 3:57
3. The Last Fight – 4:19
4. A Place Where You Belong – 5:07
5. Pleasure and Pain – 3:53
6. Alone – 5:58
7. Breaking Out, Breaking Down – 4:04
8. Bittersweet Memories – 5:09
9. Dignity – 4:29
10. Begging for Mercy – 3:56
11. Pretty on the Outside – 3:56

## Rezeption
Die Band hatte bereits vor Veröffentlichung stilistische Veränderungen im Vergleich zu den beiden Vorgängeralben The Poison und Scream Aim Fire angekündigt. Nach Meinung der Kritiker lehnt sich der musikalische Stil des Albums stärker an den musikalischen Mainstream an als die Vorgängeralben. Dies wird von einigen Rezensenten kritisiert von anderen Kritikern toleriert und von anderen gelobt. So finden sich auf Fever weniger Screams als auf den Vorgängeralben, was teilweise positiv als „präziserer Einsatz“ oder negativ aufgenommen wurde.
Die Liedtexte werden zum Teil als niveaulos oder „kitschig“ kritisiert. Auch sind manche Rezensenten der Meinung, es mangele dem Album an Innovationen, sehen diesen Mangel allerdings nicht als gravierenden Makel an. Besonders gelobt werden dagegen die musikalischen Untermalungen der einzelnen Stücke.

## Kommerzieller Erfolg

### Chartplatzierungen
| ChartsChartplatzierungen       | Höchstplatzierung | Wochen |
| ------------------------------ | ----------------- | ------ |
| Deutschland (GfK)              | 3 (9 Wo.)         | 9      |
| Österreich (Ö3)                | 2 (17 Wo.)        | 17     |
| Schweiz (IFPI)                 | 7 (6 Wo.)         | 6      |
| Vereinigte Staaten (Billboard) | 3 (19 Wo.)        | 19     |
| Vereinigtes Königreich (OCC)   | 5 (10 Wo.)        | 10     |

| ChartsJahrescharts (2010)      | Platzierung |
| ------------------------------ | ----------- |
| Vereinigte Staaten (Billboard) | 168         |

### Auszeichnungen für Musikverkäufe
| Land/Region                  | Auszeichnungen für Musikverkäufe (Land/Region, Auszeichnung, Verkäufe) | Verkäufe |
| ---------------------------- | ---------------------------------------------------------------------- | -------- |
| Neuseeland (RMNZ)            | Gold                                                                   | 7.500    |
| Vereinigtes Königreich (BPI) | Gold                                                                   | 100.000  |
| Insgesamt                    | 2× Gold ·                                                              | 107.500  |